# Артемьев, Михаил Константинович
Михаи́л Константи́нович Арте́мьев (якут. Куоста уола Мэхээл Артемьев) (ноябрь 1888, Бетюнский наслег, Ботурусский улус, Якутская область — 27 марта 1928, Якутск) — якутский националист, участник Гражданской войны, руководитель нескольких восстаний против Советской власти в Восточной Сибири.

## Биография
Родился в ноябре 1888 года в Бетюнском наслеге Ботурусского улуса Якутской области в бедной крестьянской семье. Окончил четыре класса Якутского реального училища. Сначала работал писарем в родном наслеге, потом письмоводителем в 1-й Амгинской инородческой управе, старостой в Бетюнском наслеге, старшиной в Уранайском и Бетюнском родовых управлениях, писарем 1-й Амгинской волости и учителем в слободе Амга.
Активный участник Гражданской войны, изначально на стороне большевиков. 17 марта 1920 года Якутским революционным штабом РККА был назначен комиссаром волости. 15 марта 1920 года назначался председателем ревкома. Одновременно продолжал учительствовать в различных образовательных учреждениях Якутии. Постепенно разочаровался в советской власти.
В 1922 году бежал из Якутска и вступил в ряды якутских повстанцев. До осени 1922 года работал в штабе Якутской Народной Армии (сокр. ЯНА). 
После разгрома ЯНА, скрывался со своим отрядом в тайге, где партизанил против красных. Дважды разгромил батальон красных: в начале декабря и в середине декабря 1922 года.
В начале 1923 года поступил в подчинение генералу Пепеляеву, у которого служил предводителем белопартизанских частей. После разгрома Пепеляева в марте 1923 года снова скрывался в тайге, участвовал в Тунгусском восстании 1924—1925 гг., которое завершилось мирным соглашением руководителей восстания и представителей руководства Якутской АССР. Михаил Артемьев и его отряд сложили оружие 9 мая. В соответствии с соглашением, был амнистирован. До начала 1927 года был на советской службе (секретарь Нельканской волости, проводник и переводчик), занялся домашним хозяйством.
В 1927 году опять ушёл в подполье, с началом движения конфедералистов вступил в повстанческую армию Ксенофонтова. В октябре был избран начальником штаба партизанского отряда. В январе 1928 года добровольно сдался РККА, после чего был судим и приговорён к казни через расстрел. Приговор был приведён в исполнение 27 марта 1928 года в Якутске.
11 октября 1999 года решением прокуратуры Республики Саха (Якутии) Артемьев был реабилитирован.